# Hoàng Quốc Khánh (Sơn La)
Hoàng Quốc Khánh (sinh năm 1969) là chính trị gia dân tộc Thái ở Việt Nam. Ông hiện giữ chức vụ Bí thư Tỉnh ủy Sơn La từ tháng 8 năm 2024, nguyên là Chủ tịch Ủy ban nhân dân tỉnh Sơn La nhiệm kì 2016-2021. 

## Xuất thân và giáo dục
Hoàng Quốc Khánh sinh ngày 2 tháng 9 năm 1969, người dân tộc Thái, quê quán ở xã Chiềng Pằn, huyện Yên Châu, tỉnh Sơn La.
Từ tháng 8/1988 đến tháng 7/2003, Hoàng Quốc Khánh học tập và nghiên cứu tại Liên Xô (sau là Liên bang Nga).
Ông gia nhập Đảng Cộng sản Việt Nam năm 1999; trình độ giáo dục phổ thông 12/12; trình độ chuyên môn Tiến sĩ Kinh tế, Cử nhân Luật, chứng chỉ lý luận chính trị cao cấp, chứng chỉ quản lý nhà nước kiểm tra viên chính, chứng chỉ chuyên viên cao cấp.

## Sự nghiệp
Hoàng Quốc Khánh từng công tác ở Văn phòng Tỉnh ủy Sơn La và huyện Phù Yên, tỉnh Sơn La.
Ông từng giữ các chức vụ Phó Chủ tịch, Chủ tịch Ủy ban nhân dân huyện Phù Yên, Bí thư Huyện ủy huyện Phù Yên.
Năm 2014, Hoàng Quốc Khánh là Giám đốc Sở Kế hoạch và Đầu tư tỉnh Sơn La.
Sau đó, ông làm Trưởng ban Dân vận Tỉnh ủy Sơn La.
Từ tháng 9 năm 2015 đến 12 tháng 6 năm 2019, Hoàng Quốc Khánh giữ chức vụ Chủ nhiệm Ủy ban Kiểm tra Tỉnh ủy Sơn La.
Chiều ngày 12 tháng 6 năm 2019, Hội đồng nhân dân tỉnh Sơn La khóa 14 đã tổ chức kì họp thứ 8. Tại kì họp này, 67 trên 67 đại biểu đã bầu Hoàng Quốc Khánh, Phó Bí thư Tỉnh ủy, Chủ nhiệm Ủy ban Kiểm tra Tỉnh ủy Sơn La, giữ chức vụ Chủ tịch Ủy ban nhân dân tỉnh Sơn La nhiệm kì 2016-2021 thay ông Cầm Ngọc Minh nghỉ hưu.
Chiều ngày 06 tháng 8 năm 2024, Tỉnh ủy Sơn La tổ chức hội nghị công bố Quyết định số 1419-QĐNS/TW, ngày 1/8/2024 của Bộ Chính trị về việc chuẩn y giữ chức Bí thư Tỉnh ủy Sơn La nhiệm kỳ 2020-2025 đối với đồng chí Hoàng Quốc Khánh, Phó Bí thư Tỉnh ủy, Chủ tịch Ủy ban nhân dân tỉnh Sơn La.
Ngày 7/11/2024, HĐND tỉnh Sơn La khóa XV, nhiệm kỳ 2021-2026, đã tổ chức Kỳ họp chuyên đề thứ 25 để kiện toàn nhân sự Chủ tịch UBND tỉnh.
Tại kỳ họp đã miễn nhiệm chức danh Chủ tịch UBND tỉnh khóa XV, nhiệm kỳ 2021-2026 đối với đồng chí Hoàng Quốc Khánh do được cấp có thẩm quyền phân công công tác khác